# 2. česká národní hokejová liga 1988/1989
2. česká národní hokejová liga 1988/1989 byla 12. ročníkem jedné ze skupin československé třetí nejvyšší hokejové soutěže, druhou nejvyšší samostatnou v rámci České socialistické republiky.

## Systém soutěže
24 týmů bylo rozděleno do tří osmičlenných regionálních skupin. Ve skupinách se všech 8 klubů utkalo čtyřkolově každý s každým (celkem 28 kol). Vítězové všech tří skupin postoupily do finálové skupiny, ve které se utkaly dvoukolově každý s každým (celkem 4 kola). Vzhledem k sestupu Slovanu Bratislava z federální soutěže postoupily do dalšího ročníku 1. ČNHL první dva týmy z finálové skupiny.
Ze stejného důvody sestupovaly do krajských přeborů jen dva týmy s nejmenším bodovým ziskem z posledních míst každé skupiny.

## Základní část

### Skupina A
| Poř. | Tým                   | Z  | V  | R | P  | VB  | OB  | B  |
| ---- | --------------------- | -- | -- | - | -- | --- | --- | -- |
| 1.   | TJ ZVVZ Milevsko      | 28 | 16 | 3 | 9  | 134 | 101 | 35 |
| 2.   | VTJ Příbram           | 28 | 16 | 3 | 9  | 134 | 104 | 35 |
| 3.   | TJ VTŽ Chomutov       | 28 | 15 | 3 | 10 | 137 | 125 | 33 |
| 4.   | TJ Baník Sokolov      | 28 | 16 | 1 | 11 | 125 | 122 | 33 |
| 5.   | TJ Škoda Rokycany     | 28 | 14 | 4 | 10 | 118 | 96  | 32 |
| 6.   | VTJ Klatovy           | 28 | 10 | 2 | 16 | 132 | 140 | 22 |
| 7.   | TJ Vodní stavby Tábor | 28 | 7  | 4 | 17 | 111 | 138 | 18 |
| 8.   | VTJ Sušice            | 28 | 6  | 4 | 18 | 92  | 157 | 16 |

### Skupina B
| Poř. | Tým                          | Z  | V  | R | P  | VB  | OB  | B  |
| ---- | ---------------------------- | -- | -- | - | -- | --- | --- | -- |
| 1.   | TJ Slovan NV Ústí nad Labem  | 28 | 23 | 0 | 5  | 181 | 72  | 46 |
| 2.   | TJ Žďas Žďár nad Sázavou     | 28 | 14 | 2 | 12 | 138 | 114 | 30 |
| 3.   | TJ DP I. ČLTK Praha          | 28 | 13 | 3 | 12 | 117 | 104 | 29 |
| 4.   | VTJ Racek Pardubice          | 28 | 13 | 3 | 12 | 100 | 99  | 29 |
| 5.   | TJ Stadion PS Liberec        | 28 | 13 | 2 | 13 | 113 | 129 | 28 |
| 6.   | TJ Tesla Kolín               | 28 | 10 | 3 | 15 | 120 | 133 | 23 |
| 7.   | TJ Karbo Benátky nad Jizerou | 28 | 8  | 4 | 16 | 92  | 168 | 20 |
| 8.   | TJ Uhelné sklady Praha       | 28 | 8  | 3 | 17 | 81  | 123 | 19 |

### Skupina C
| Poř. | Tým                           | Z  | V  | R | P  | VB  | OB  | B  |
| ---- | ----------------------------- | -- | -- | - | -- | --- | --- | -- |
| 1.   | TJ Baník ČSA Karviná          | 28 | 19 | 1 | 8  | 153 | 107 | 39 |
| 2.   | VTJ VVŠ PV Vyškov             | 28 | 18 | 1 | 9  | 156 | 122 | 37 |
| 3.   | TJ Baník Hodonín              | 28 | 17 | 1 | 10 | 133 | 97  | 35 |
| 4.   | TJ Lokomotiva Meochema Přerov | 28 | 15 | 3 | 10 | 112 | 78  | 33 |
| 5.   | TJ AZ Havířov                 | 28 | 14 | 1 | 13 | 119 | 129 | 29 |
| 6.   | TJ Tatra Kopřivnice           | 28 | 13 | 1 | 14 | 129 | 142 | 27 |
| 7.   | TJ Zbrojovka MEZ Vsetín       | 28 | 7  | 1 | 20 | 98  | 154 | 15 |
| 8.   | TJ Lokomotiva Pramet Šumperk  | 28 | 3  | 3 | 22 | 85  | 156 | 9  |

Týmy VTJ Sušice a TJ Lokomotiva Pramet Šumperk sestoupily do krajských přeborů. Nahradily je kluby, jež uspěly v kvalifikaci VTJ Mělník, TJ Slovan NV Louny a TJ Třebíč. Tým TJ Uhelné sklady Praha nesestupoval, neboť měl z týmů na posledních místech nejvíce bodů a vzhledem k sestupu Slovanu Bratislava z federální soutěže postupovaly do dalšího ročníku 1. ČNHL dva týmy z 2. ČNHL, zatímco do ní sestoupil jen jeden.

## Finále
| Poř. | Tým                         | Z | V | R | P | VB | OB | B |
| ---- | --------------------------- | - | - | - | - | -- | -- | - |
| 1.   | TJ Baník ČSA Karviná        | 4 | 4 | 0 | 0 | 21 | 12 | 8 |
| 2.   | TJ ZVVZ Milevsko            | 4 | 1 | 1 | 2 | 14 | 15 | 3 |
| 3.   | TJ Slovan NV Ústí nad Labem | 4 | 0 | 1 | 3 | 16 | 24 | 1 |

Vzhledem k sestupu Slovanu Bratislava z federální soutěže postoupily do dalšího ročníku 1. ČNHL hned dva týmy a to TJ Baník ČSA Karviná a TJ ZVVZ Milevsko. Nahradil je sestupující tým VTJ Litoměřice a počet týmů byl vykompenzován sestupem pouze dvou z posledních mužstev každé skupiny.